# Embalmed Madness
Embalmed Madness er debutalbummet fra det hollandske brutal dødsmetal-band Prostitute Disfigurement. Albummet blev oprindeligt kun udgivet i 500 eksemplarer, men da de blev revet væk, blev der i hast fremstillet yderligere 500.

## Spor
1. Slaughterhouse Sledgehammer
2. Feasting On Remains
3. Choking On Defecation
4. Bloodless
5. Rotting Away Is Better Than Being Gay
6. Chainsaw Abortion
7. Knifeslasher
8. Disemboweled
9. On Her Guts I Cum
10. Prostitute Disfigurement
11. Cadaver Blowjob
12. Dissector
13. Bloodless (Demo)
14. Feast On Remains (Demo)
15. On Her Guts I Cum (Demo)
16. Rotting Away Is Better Than Being Gay (Demo)
17. Dissector (Demo)

## Musikere
Albummet er Prostitute Disfigurements eneste uden trommeslager. Trommerne blev indspillet med en trommemaskine.
- Niels Adams – Sang
- Niels van Wijk – Guitar
- Roel – Guitar
- Patrick – Bas

## Fodnoter
1. 1 2  "ProstituteDisfigurement.com: Officiel biografi". Arkiveret fra originalen 2. august 2007. Hentet 13. juli 2007.